# 同江铁路大桥
同江铁路大桥（羅馬化：Zheleznodorozhny Most Tuntszyan Nizhneleninskoe），是中國和俄羅斯邊境的一座跨江铁路大橋。

## 概况
2008年11月，中俄总理举行第十三次定期会晤，期间俄罗斯运输部和中国签署了一项关于计划新建一个铁路口岸的协议——《中华人民共和国政府和俄罗斯联邦政府关于共同建设、使用、管理和维护中华人民共和国黑龙江省同江市至俄罗斯联邦犹太自治州下列宁斯阔耶居民点区域内黑龙江（阿穆尔河）铁路界河桥的协定》。同江铁路大桥建成后，可连通俄罗斯远东铁路支线和中国同江地方铁路，将成为黑龙江省第二个跨境铁路通道，把俄罗斯远东地区与东南亚国家之间的运输距离缩短1,700多公里，更方便双方经贸合作以及中国东北的中俄合资企业，对中国振兴东北老工业基地计划具有重要影响。
铁路桥主桥长约2.2公里，其中中方境内段长1886米，俄方段长309米，设计运营时速100公里，年过货能力2100万吨。为便于互相开行列车跨境换装，铁路桥轨道实行套轨，即同时敷设标准轨距（1435 mm）和宽轨轨距（1520 mm）的铁轨。

## 历史
2009年9月23日，时任中共中央总书记兼中国国家主席胡锦涛与时任俄罗斯总统德米特里·梅德韦杰夫，正式签署批准《中国东北地区同俄罗斯远东及东西伯利亚地区合作规划纲要（2009—2018）》，其中规划了四座跨境桥梁，其中有同江、黑河、洛古河大桥和相关口岸。
2014年2月26日，中国段开始进入建设阶段，工期2年。
2016年12月，俄罗斯段开工。原預計2019年10月完工，後延期至2021年。
2018年10月13日，中国段主体工程完成。
2021年8月17日，大桥中俄两段实现铺轨贯通。
2022年4月27日，俄罗斯下列宁斯阔耶市举行中俄同江-下列宁斯阔耶界河铁路桥俄方段竣工典礼。同年11月16日，同江铁路大桥正式开通运营。